# Isole Sopravento Britanniche
Le Isole Sopravento Britanniche (in inglese: British Windward Islands) sono state una colonia della corona britannica istituita nel 1833 comprendente le seguenti isole:
- Barbados (fino al 1885);
- Dominica (dal 1940, quando fu separata dalle Isole Sottovento Britanniche);
- Grenada;
- Grenadine;
- Saint Lucia;
- Saint Vincent;
- Tobago (fino al 1889, quando fu unita all'isola di Trinidad per formare la colonia di Trinidad e Tobago).

L'entità politica si è dissolta nel 1958: le isole che ne facevano parte confluirono nella Federazione delle Indie Occidentali, insieme alle Isole Sottovento Britanniche (escluse le Isole Vergini Britanniche), Barbados, Giamaica e Trinidad e Tobago.
| Controllo di autorità | VIAF (EN) 134882186 · LCCN (EN) n81132114 · J9U (EN, HE) 987007562013305171 |